# Якоб, Кевин
Кевин Энкидо Якоб (швед. Kevin Enkido Yakob; род. 10 октября 2000, Гётеборг) — иракский и шведский футболист, полузащитник клуба «Орхус» и национальной сборной Ирака.

## Клубная карьера
Футболом начал заниматься в клубе «Ассириска БК». Затем занимался в академиях «Гётеборга» и «Ангеред». В начале 2015 года ездил на просмотр в английский «Сандерленд», где он тренировался с командами академии. Осенью должен был состояться переход Якоба в стан «чёрных котов», но из-за полученной травмы это событие не состоялось.
В середине декабря 2015 года перебрался в юношескую команду «Хеккена». Выступал за различные юношеские команды клуба. В ходе подготовки к сезону 2018 стал привлекаться к основной команде, участвуя в тренировочных сборах. В мае 2018 года подписал с клубом первый профессиональный контракт, рассчитанный до конца 2022 года. 22 августа сыграл свой первый матч за «Хеккена» в рамках второго раунда кубка Швеции против «Векшё Юнайтед». Якоб появился на поле после перерыва вместо Далехо Ирандуста. 27 октября дебютировал в чемпионате Швеции в гостевом матче с «Далькурдом», появившись на поле на 83-й минуте. Через 2 минуты после выхода на поле Якоб забил свой первый гол на профессиональном уровне, установив окончательный счёт во встрече (5:0).
В августе 2020 года отправился в аренду до конца сезона в «Утсиктен», выступавшего в Дивизионе 1. Дебютировал за новый клуб 16 августа в матче с «Квидингом». Якоб вышел на поле в стартовом составе и в компенсированное к первому тайму время открыл счёт в игре, после чего в перерыве был заменён. Всего за «Утсиктен» полузащитник провёл 9 игр, в которых забил 3 мяча.
29 января 2021 года вернулся в «Гётеборг», подписав с клубом двухлетнее соглашение. Первую официальную игру провёл 20 февраля с «Сандвикеном» в кубке Швеции. 10 апреля в матче первого тура Аллсвенскана дебютировал за «Гётеборг» в чемпионате страны, а 26 апреля в матче с «Дегерфорсом» открыл голевой счёт за клуб, замкнув передачу Александра Яллова.

## Карьера в сборной
Выступал за юношескую сборную Швеции. Дебютировал за сборную 5 июня 2018 года в товарищеском матче с Венгрией. В ноябре того же года принимал участие в отборочных матчах к юношескому чемпионату Европы, где принял участие в играх с Сан-Марино, Уэльсом и Шотландией.

## Достижения
«Хеккен»
- Бронзовый призёр чемпионата Швеции: 2020

## Клубная статистика
| Выступление      | Выступление      | Выступление      | Лига | Лига | Кубки | Кубки | Конт. кубки | Конт. кубки | Итого | Итого |
| Клуб             | Лига             | Сезон            | Игры | Голы | Игры  | Голы  | Игры        | Голы        | Игры  | Голы  |
| ---------------- | ---------------- | ---------------- | ---- | ---- | ----- | ----- | ----------- | ----------- | ----- | ----- |
| Хеккен           | Аллсвенскан      | 2018             | 1    | 1    | 1     | 0     | 0           | 0           | 2     | 1     |
| Хеккен           | Аллсвенскан      | 2019             | 0    | 0    | 1     | 0     | 0           | 0           | 1     | 0     |
| Хеккен           | Аллсвенскан      | 2020             | 2    | 0    | 0     | 0     | 0           | 0           | 2     | 0     |
| Хеккен           | Итого            | Итого            | 3    | 1    | 2     | 0     | 0           | 0           | 5     | 1     |
| → Утсиктен       | Дивизион 1       | 2020             | 9    | 3    | 0     | 0     | 0           | 0           | 9     | 3     |
| → Утсиктен       | Итого            | Итого            | 9    | 3    | 0     | 0     | 0           | 0           | 9     | 3     |
| Гётеборг         | Аллсвенскан      | 2021             | 8    | 2    | 2     | 0     | 0           | 0           | 10    | 2     |
| Гётеборг         | Итого            | Итого            | 8    | 2    | 2     | 0     | 0           | 0           | 10    | 2     |
| Всего за карьеру | Всего за карьеру | Всего за карьеру | 20   | 6    | 4     | 0     | 0           | 0           | 24    | 6     |